# Óhira Maszajosi park
Az Óhira Maszajosi park (spanyol nevén: Parque Masayoshi Ōhira, közkedvelt nevén Parque de la Pagoda) egy kis területű park Mexikóváros Coyoacán kerületében. A japán stílusú építményekkel berendezett park nevét Óhira Maszajosiról, Japán egykori miniszterelnökéről kapta.

## Története
A Mexikóváros déli részén, Coyoacán kerületben levő parkot, mint azt a központjában elhelyezett emléktábla is leírja, 1942-ben avatta fel a város akkori vezetője, Javier Rojo Gómez. Neve ekkor még nem volt, de az emberek rögtön Parque de la Pagoda, vagyis a pagoda parkja néven kezdték emlegetni, köszönhetően a park és a környező utcák ázsiai stílusú építményeinek. Régebben egy növénylabirintus is volt benne, ez ma már nem létezik. Az Estudios Churubusco filmstúdiónak köszönhetően a környék utcái népszerű filmes helyszínné váltak, ebben a parkban forgatták például 1952-ben az El señor fotógrafo egyik jelenetét is. Az 1970-es évekre a terület gondozatlanná vált, és a benne található pagoda is leégett, maradványait le is bontották.
1980-ra a parkot felújították, újranyitották, és új nevet adtak neki: ekkor kapta mai nevét Óhira Maszajosi japán miniszterelnökről, aki ellátogatott Mexikóba is. De a gondozásra ezután sem fordítottak elég energiát, így állapota ismét romlani kezdett. A lakosság panaszainak hatására végül 2015-re 6 millió pesóból ismét felújították. Ennek során megújultak az utak, új lámpákat és padokat helyeztek el, kitisztították a tavat, valamint több új növényt is elültettek, köztük a japán közösség ajándékát, 15 cseresznyefát. Az ünnepélyes újraavatáson részt vett Óhira Maszajosi unokája, Óhira Tomonori, valamint a mexikói japán nagykövet, Jamada Akira is.

## Képek

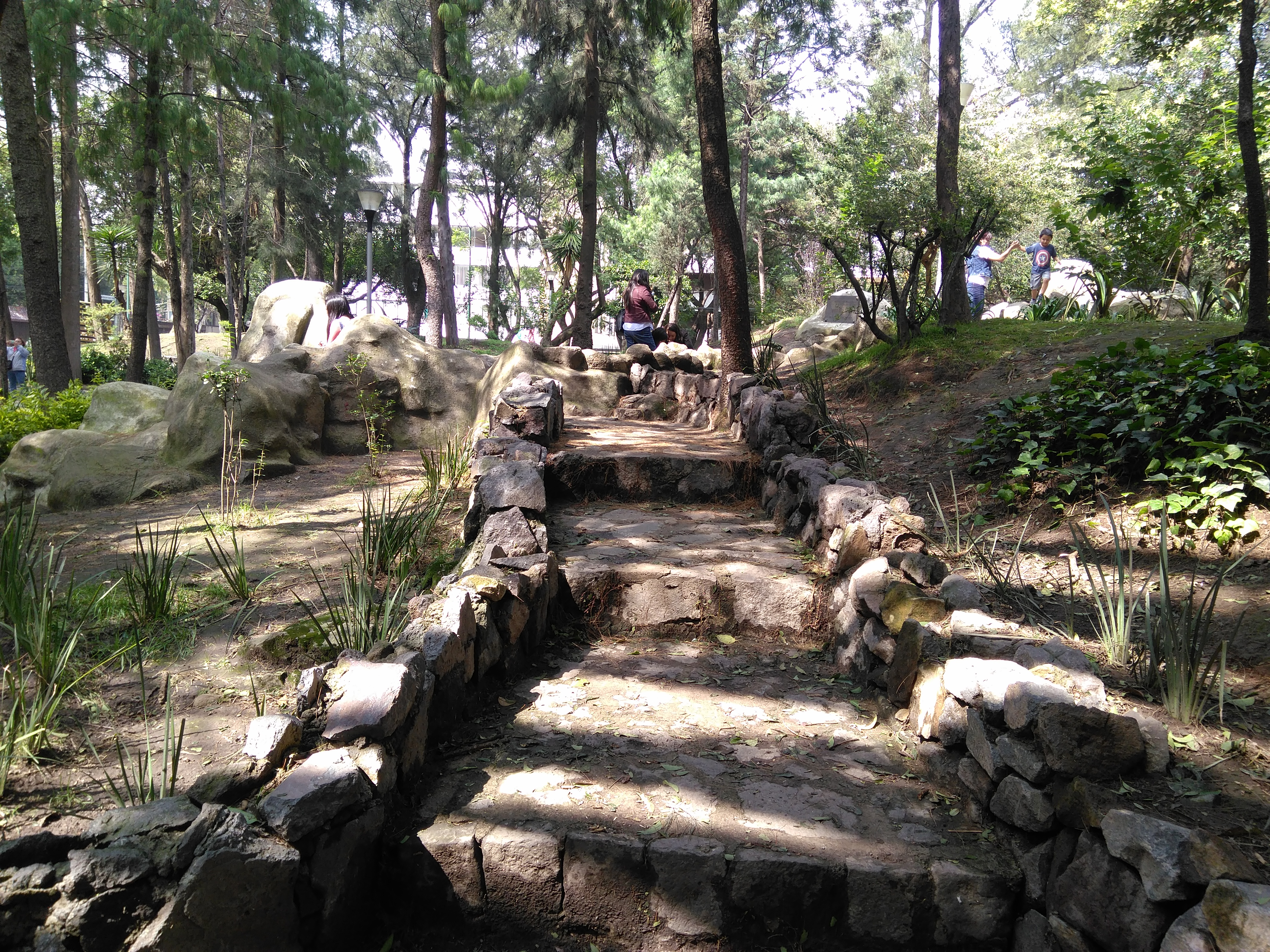
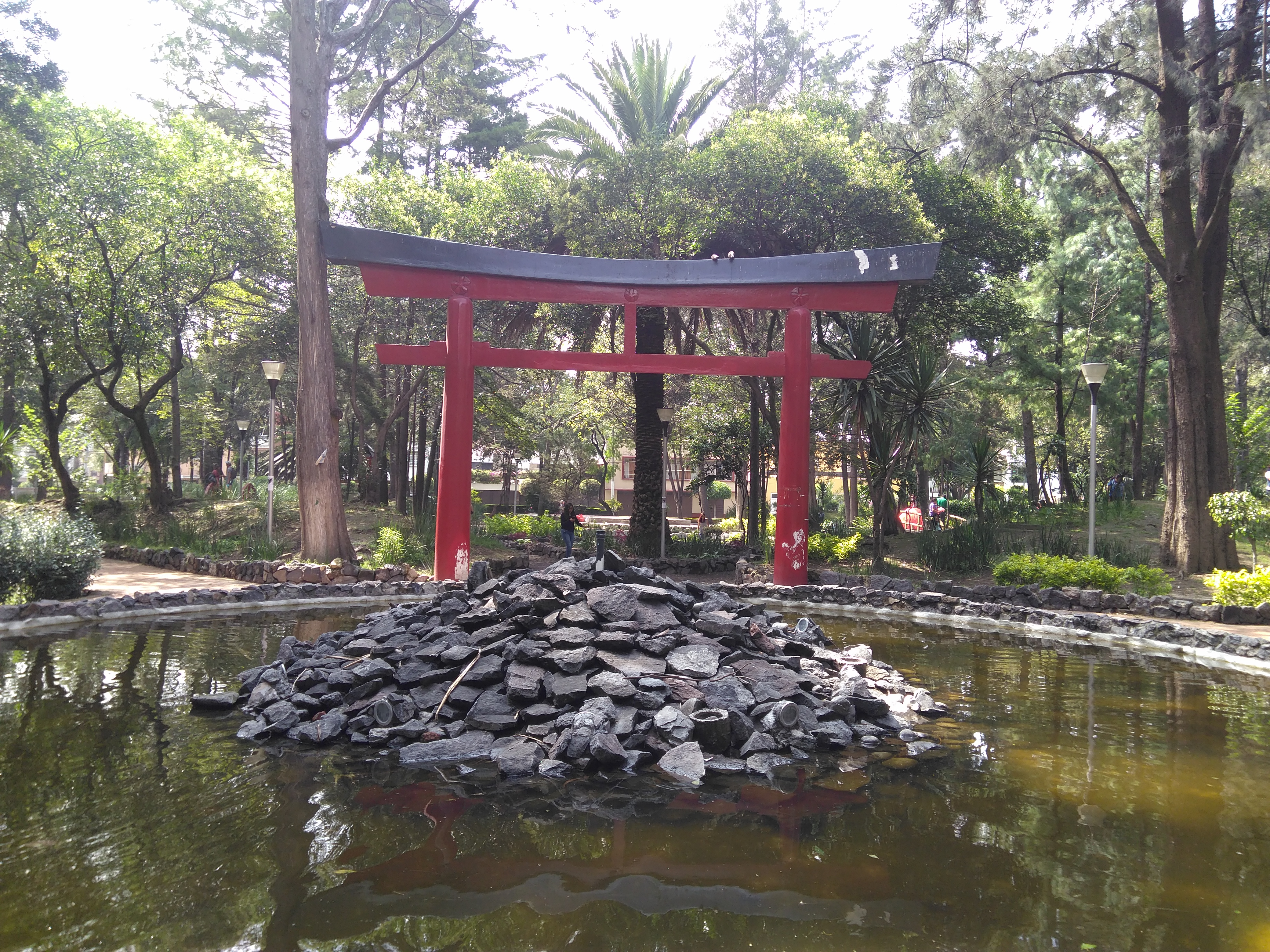
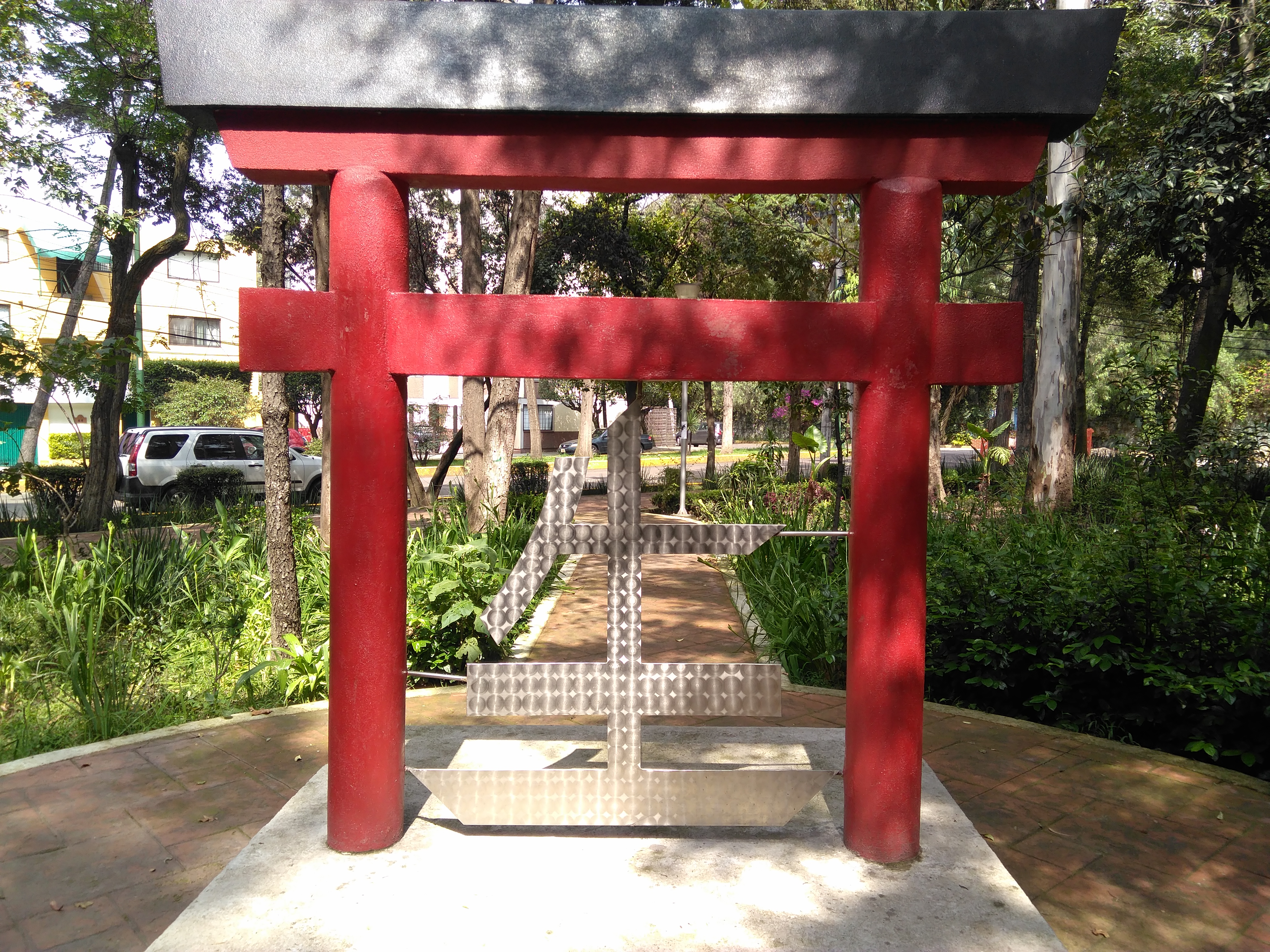
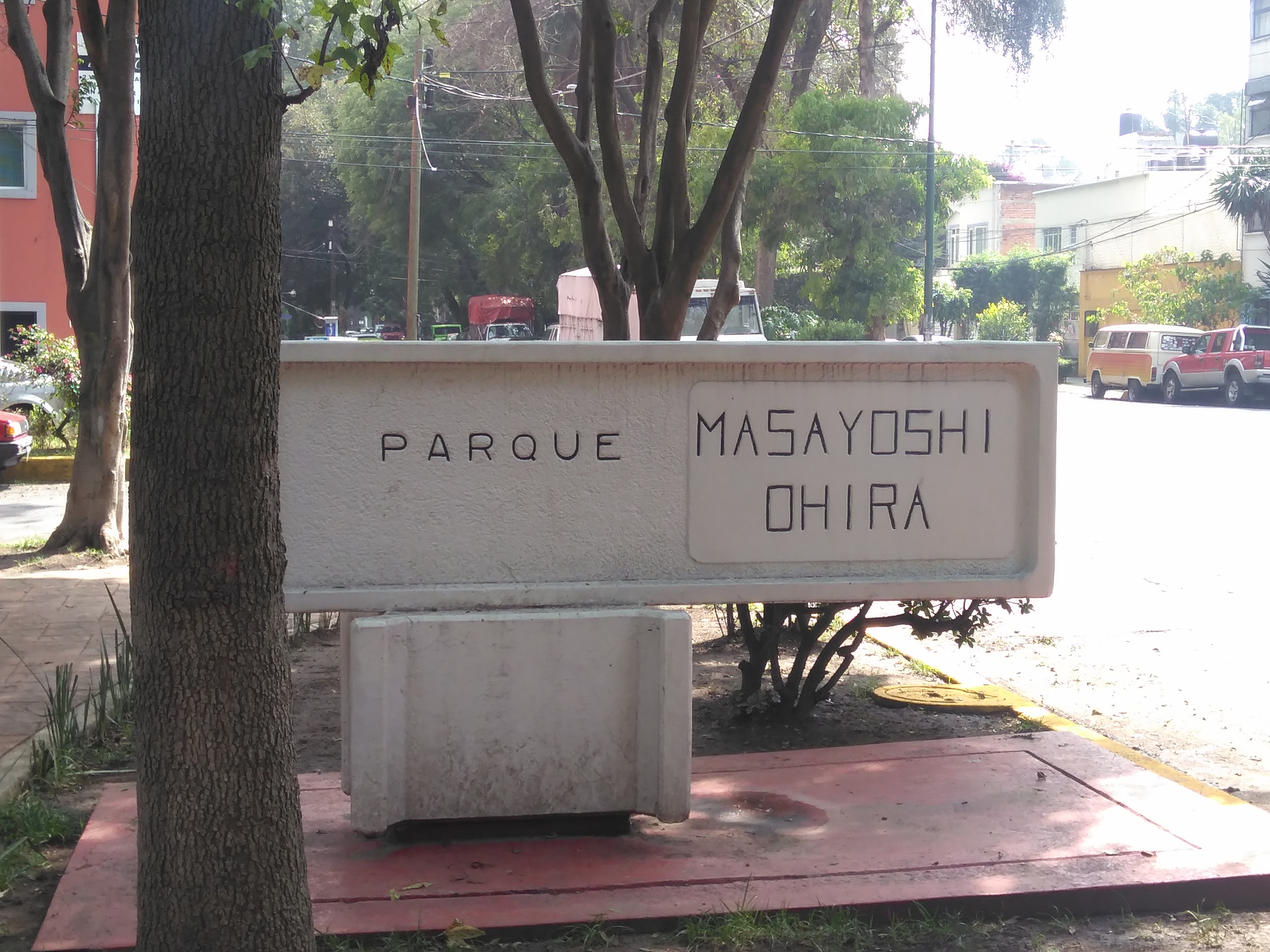